# الفرس والإنسان
ثلاثية الفُرس والإنسان (الفارسية: پارسیان و من) هي أول سلسلة روايات إيرانية أسطورية وملحمية خيالية حديثة كتبها أرمان آريان [الإنجليزية] (الفارسية: آرمان آرین)، مؤلف وروائي وباحث فارسي.
منذ صدور الروايات الثلاث المتتالية، 2003-2005، اكتسبت الثلاثية شعبية هائلة، وإشادة نقدية، ونجاحًا تجاريًا في إيران، حيث أصبحت الرواية الأكثر مبيعًا في معرض طهران الدولي التاسع عشر للكتاب 2006. بالإضافة إلى العديد من الجوائز الوطنية، فاز كتاب "الفرس والإنسان" بالجائزة السنوية الدولية "كتاب العام في إيران" (2005) (الفارسية: کتاب سال ایران)، وحصل على الدبلومة الفخرية في مؤتمر IBBY العالمي الحادي والثلاثين في كوبنهاجن، في الدنمارك (2008) من المجلس الدولي لكتب الشباب وهو أعلى تقدير متاح لمبدعي كتب الأطفال.
هذه السلسلة المكونة من ثلاثة كتب هي اقتباس حديث من الشاهنامه (الفارسية: شاهنامه)، قصيدة ملحمية طويلة كتبها الشاعر الفارسي الفردوسي بين حوالي 977 و1010 م. مستوحاة من الشاهنامة التي تنقسم إلى ثلاثة أجزاء متتالية: العصور "الأسطورية" و"الملحمية" و"التاريخية"، يغطي كل مجلد من ثلاثية الفرس واحدًا من هذه العصور "الأسطورية" و"الملحمية" و"التاريخية" الثلاثة على التوالي. لذلك، في الرواية الأولى، قلعة آزه دهاك، يتم سرد القصة الأسطورية للملك الضحاك، وفي الرواية الثانية، لغز جبل الطيور، القصة الملحمية لرستم، وفي الرواية الثالثة، هنا يأتي يوم القيامة، القصة التاريخية لكورش الكبير، ملك الإمبراطورية الأخمينية على التوالي.
تحكي كل رواية من ثلاثية الفرس والإنسان قصة منفصلة لها نهاية مغلقة خاصة بها. ومع ذلك، فإن هذه القصص الثلاث تتكامل في نهاية الكتاب الثالث وتصل إلى الذروة النهائية للثلاثية. البطل في كل جزء من هذه الثلاثية هو فتى مراهق وحيد منفصل عن عائلته. يسافر من الحاضر إلى الماضي في رحلة مغامرة عبر الأساطير والملاحم والتاريخ الفارسي . بعد رحلة طويلة مليئة بالمغامرة في محاربة الظلم والشر، وفي نهاية الرواية الثالثة، ينضم الأولاد الثلاثة أردشير وسيافاش وبرديا إلى شباب آخرين من بلدان مختلفة لخلق عالم مليء بالفرح والجمال.

## الجوائز
- حائز على الدبلومة الفخرية في مؤتمر IBBY العالمي الحادي والثلاثين في كوبنهاجن، الدنمارك من قبل المجلس الدولي لكتب الشباب 2008، عن كتاب الفرس والإنسان.
- فازت أصغر فائزة بجائزة "كتاب العام للجمهورية الإسلامية الإيرانية" السنوية منذ إنشائها في عامي 1955 و2005.
- الجائزة السنوية "مهرغان الأدب" للكتاب والناشرين، 2005
- جائزة الكتاب السنوية "غني بور" 2005.
- الجائزة السنوية "مهرجان الأدب" للكتاب والناشرين لعام 2006.
- الجائزة السنوية التي يمنحها مجلس كتاب الطفل في إيران لعام 2006.